# 腦膜瘤
腦膜瘤（Meningioma，meningeal tumor）是一种生长缓慢的肿瘤，由脑膜（包围大脑和脊髓的膜层）形成。症状依肿瘤的部位決定，因肿瘤會压迫週圍组织而產生症狀 。很多患者根本没有任何症状。偶尔还会癲癇發作、失智症、说话困难、视力问题、单侧无力或無法控制膀胱等症状。
危險因子包括接触游離輻射（如：在放射治療期间）、家族病史及神經纖維瘤第二型 。至 2014 年止，这些症状似乎与使用手机无关。它们似乎能够由多种不同类型的细胞組成，包括蛛网膜细胞 。通常透过醫學影像檢查诊断。
若無症状，可能只需定期追蹤。多数出现症状的患者都可以手术治癒。完全切除后复发率不到 20%。若无法进行手术或无法切除所有肿瘤，放射手術可能有效。目前化疗尚無角色。一小部分的癌细胞可能生长迅速，這些的預後較差。
目前，美国每千人中约有一人患有腦膜瘤。通常於成年時发病。这类肿瘤约占腦瘤的 30%。女性發病率是男性的两倍。菲利克斯·普萊特在 1614 年首先描述脑膜瘤。